# Мухаммад аль-Фаділь ібн Ашур
Мухаммад аль-Фаділь ібн Ашур (محمد الفاضل ابن عاشور, 1909—1970) — туніський ісламський правознавець, богослов, реформатор і освітянин, який зробив значний внесок у розвиток ісламських наук, освіти та суспільної думки у XX столітті.

## Біографія
Народився в Тунісі в родині відомих богословів. Його дід, Мухаммад аль-Тахір ібн Ашур, був одним із провідних ісламських реформаторів свого часу. Змалку здобув традиційну ісламську освіту в мечеті Зейтуна, що була центром ісламської науки в Тунісі.

## Діяльність
Мухаммад аль-Фаділь був відомим своїми працями, що поєднували класичні ісламські знання з ідеями модернізації суспільства. Він виступав за реформу системи освіти, приділяючи особливу увагу вивченню сучасних наук. Його наукові інтереси охоплювали ісламське право, моральну філософію та роль релігії у сучасному світі.

## Основні праці
- «Етика в ісламі» — дослідження про моральну філософію ісламу.
- «Роль мусульманських вчених у сучасному світі» — критичний погляд на виклики, що стоять перед ісламськими громадами.
- «Іслам і прогрес» — спроба поєднати традиційні ісламські принципи з ідеями модернізації.